# Officier van gezondheid

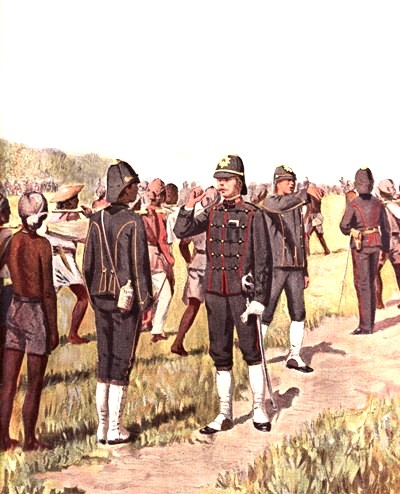
Officieren van gezondheid van het Indische leger in 1898

De officier van gezondheid is een arts-officier bij de militaire geneeskundige dienst van een leger.

## Nederland

### Negentiende eeuw

#### Rangen
In de negentiende eeuw werden voor het Nederlandse en het Nederlands-Indische leger de aanstaande officieren van gezondheid veelal tot arts-officier opgeleid aan de Rijkskweekschool voor militaire geneeskundigen te Utrecht; na de studie werd men benoemd tot officier van gezondheid derde klasse. De officier van gezondheid deed aanvullende examens en werd dan achtereenvolgens bevorderd tot officier van gezondheid der tweede en der eerste klasse. Hierna kon men bevorderd worden tot dirigerend officier van gezondheid der tweede klasse en der eerste klasse.

#### Werkomgeving
De negentiende-eeuwse officier van gezondheid behoorde tot de militair geneeskundige dienst. Het personeel daarvan bestond uit officieren van gezondheid, militaire apothekers, ziekenvaders en ziekenoppassers, onderofficieren of soldaten of daarmede gelijkgestelde burgerpersonen. De officieren van gezondheid namen bij de troepen deel aan de oefeningen om indien noodzakelijk direct hulp te kunnen verlenen. Daarnaast voerden zij visitaties uit om te controleren of er geen al dan niet besmettelijke ziektes, zoals venerische ziekten, onder de manschappen heersten. Officieren van gezondheid namen deel aan veldslagen, waarbij zij soms ook sneuvelden. Meerderen hebben wegens moedig gedrag bij opstanden in Indië de Militaire Willems-Orde verworven. Tijdens veldslagen was het hun taak er op toe te zien dat gewonden uit de vuurlinie werden gehaald en dat hen op of bij het slagveld eerste hulp werd verleend. De officier van gezondheid moest dan soms ook noodoperaties in het veld uitvoeren. Tijdens iedere legerbeweging werd een zogenaamde ambulance meegevoerd, een veldhospitaal waarin zieken en gewonden werden verpleegd totdat transport naar een vast militair hospitaal mogelijk was.

#### Bekende officieren van gezondheid
| | | |
| - Anthonius Franciscus Bauduin - Jan Harke Bolhuis - Isaac De Meyer - Franciscus Cornelis Donders - Nicolaas Bernhard Donkersloot - Christiaan Eijkman - Jacobus Hendrik Marten Ellis (va 1918: 1e klas) - Joseph Fles - Johan Bastiaan van Heutsz | - Lambert van Kleef - Herman Koppeschaar - George Benjamin Lowe - Everhardus Wijnandus Adrianus Lüdeking - Antonius Mathijsen - Johan Pompe van Meerdervoort - Petrus Alting Mees - Jan Semmelink | - Jan Smits - Pieter Bastiaan van Steenis - Henk Veeneklaas - Gerard Versteeg - Pieter Frederik Waldeck - Geerlof Wassink - Pieter van Woensel |